# Lista gatunków z rodzaju lepnica
Lista gatunków z rodzaju lepnica (Silene L.) – lista gatunków z rodzaju roślin z rodziny goździkowatych (Caryophyllaceae Juss.). Według The Plant List w obrębie tego rodzaju znajduje się co najmniej 487 gatunków o nazwach zweryfikowanych i zaakceptowanych, podczas gdy aż 1243 taksonów ma status gatunków niepewnych (niezweryfikowanych). 

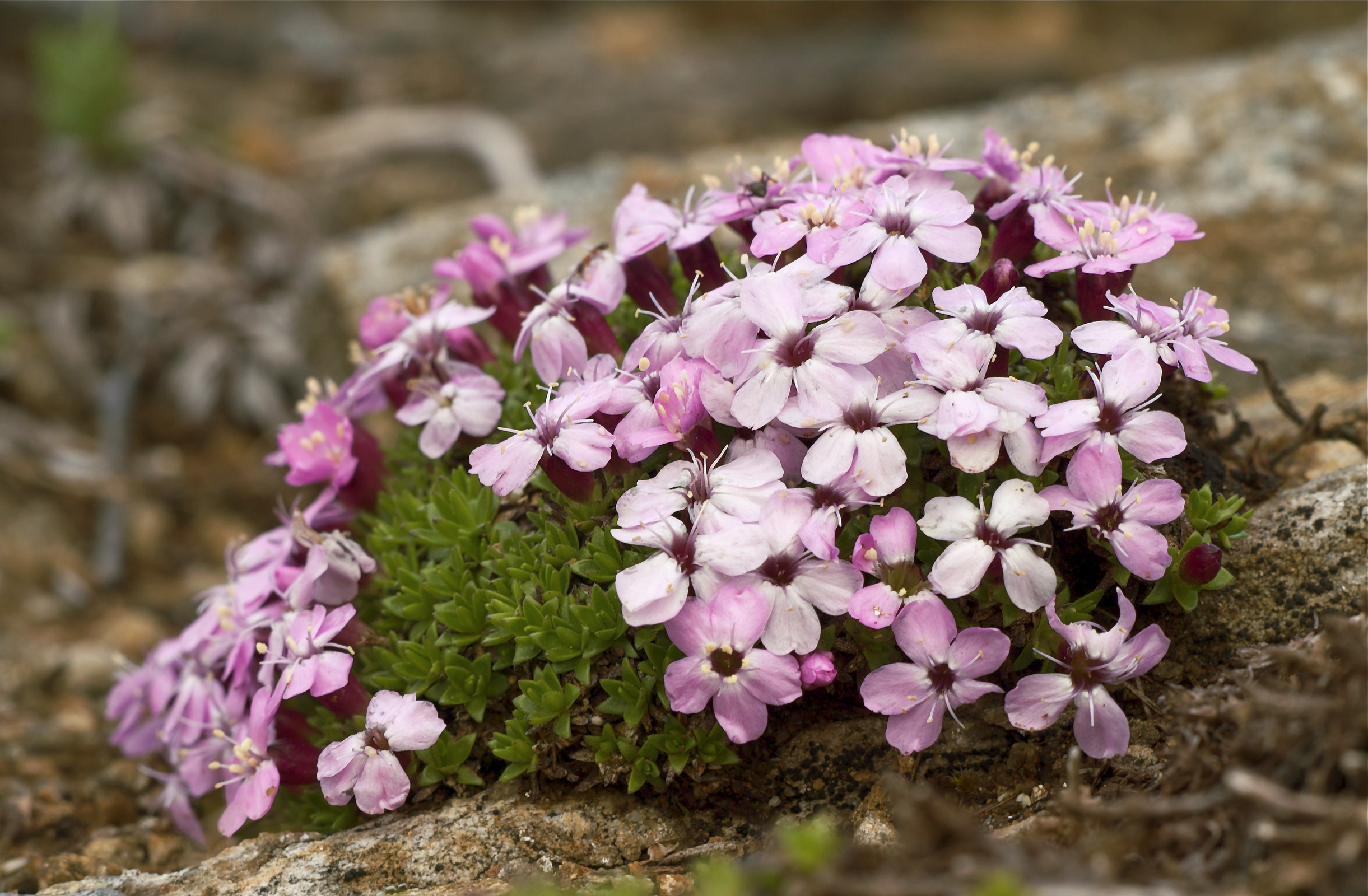
lepnica bezłodygowa (Silene acaulis)

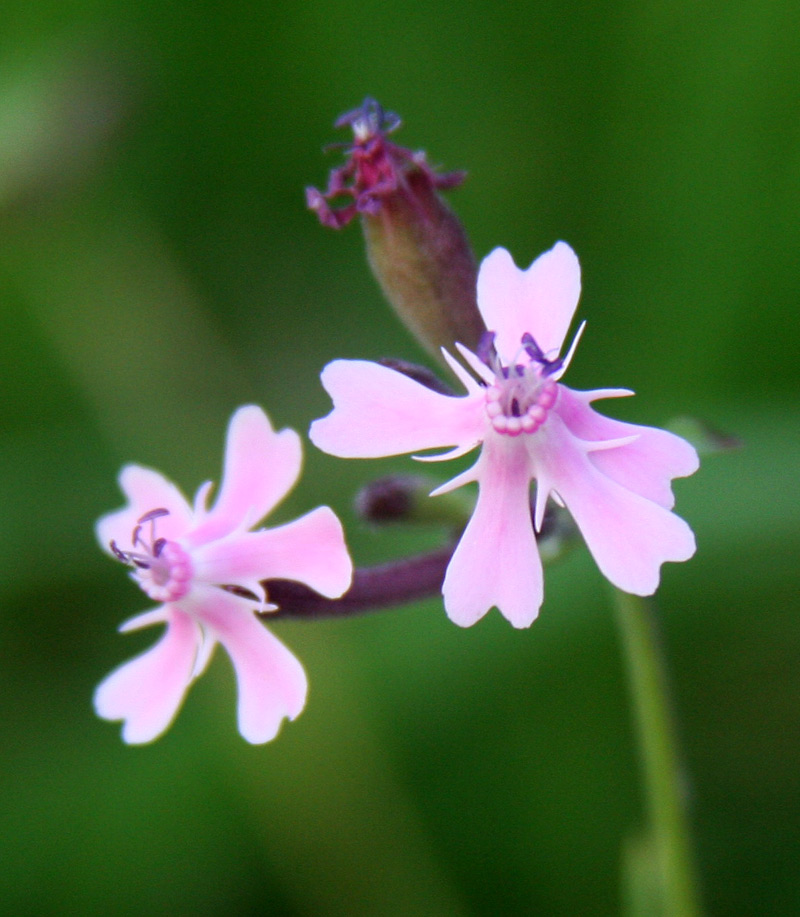
Silene aegyptiaca

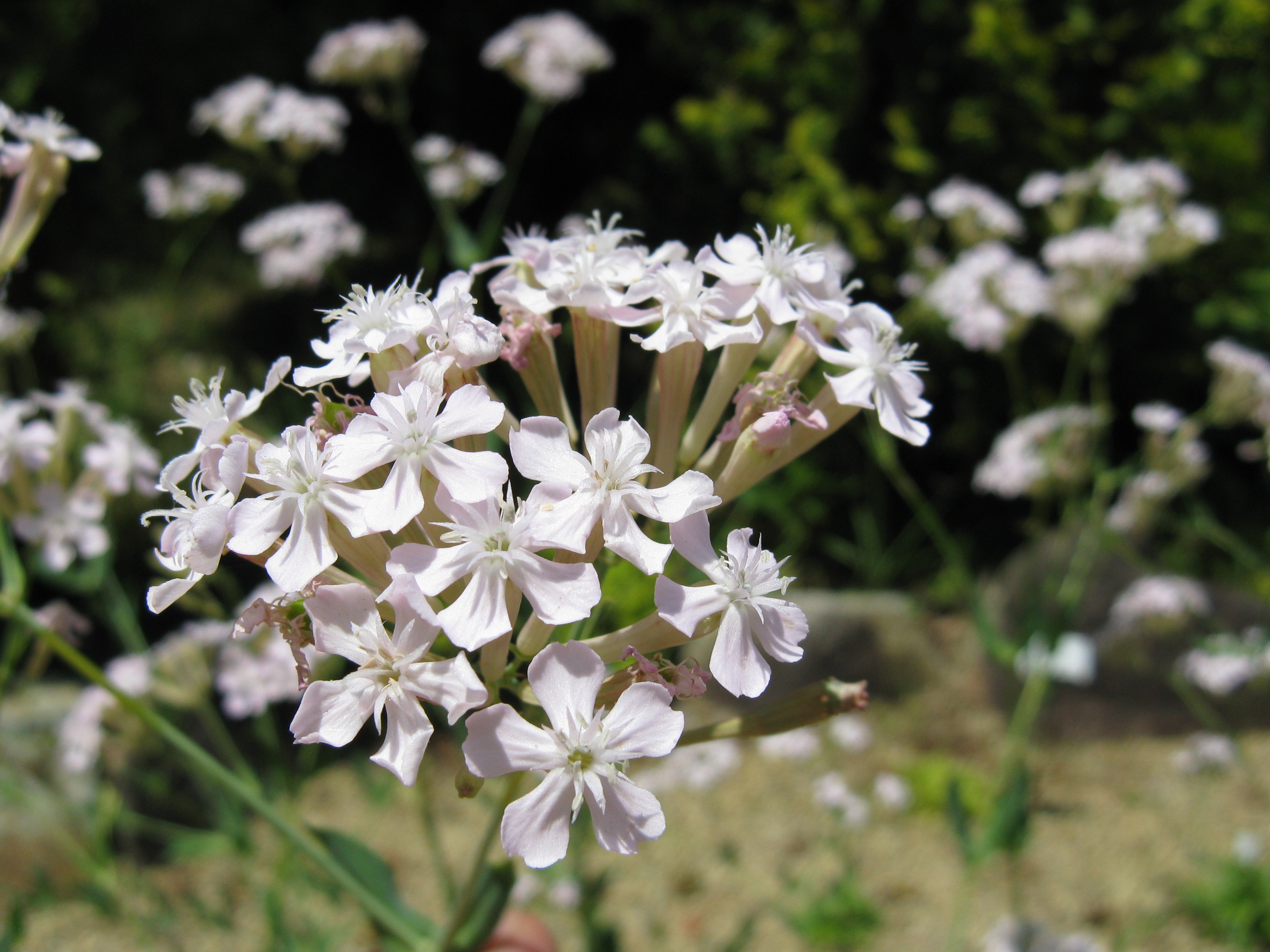
Silene antirrhina

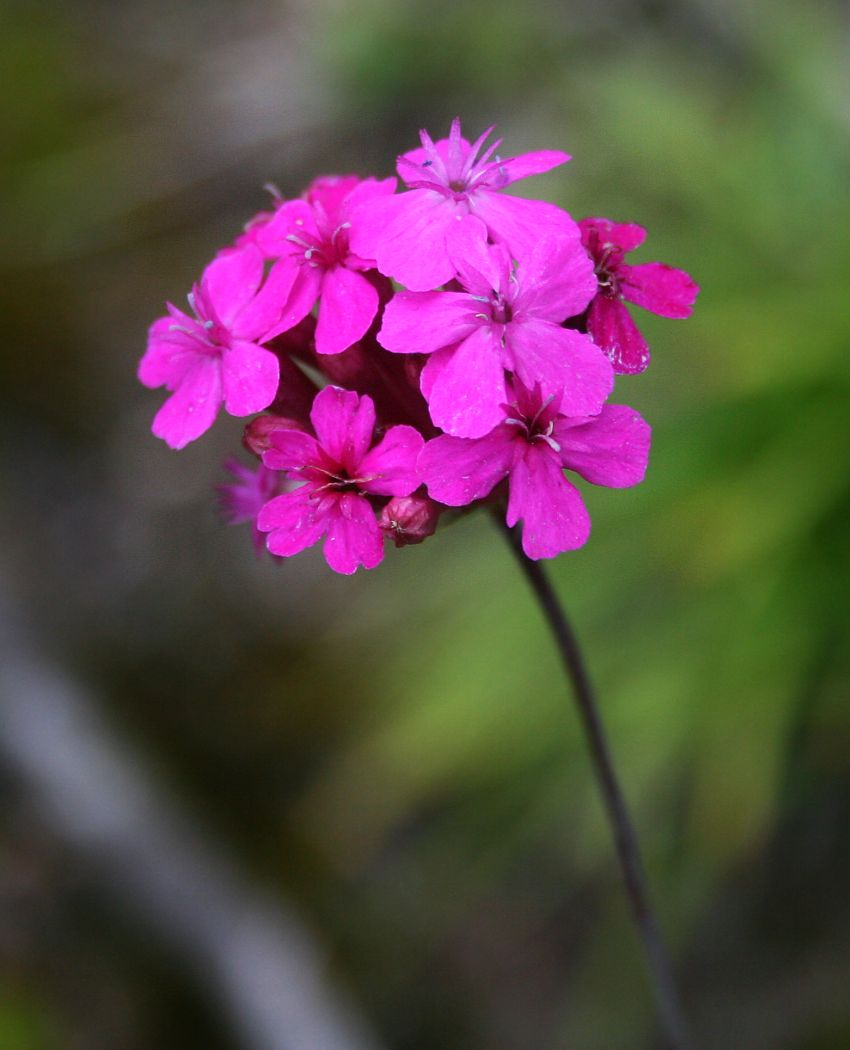
lepnica baldaszkowa (Silene armeria)

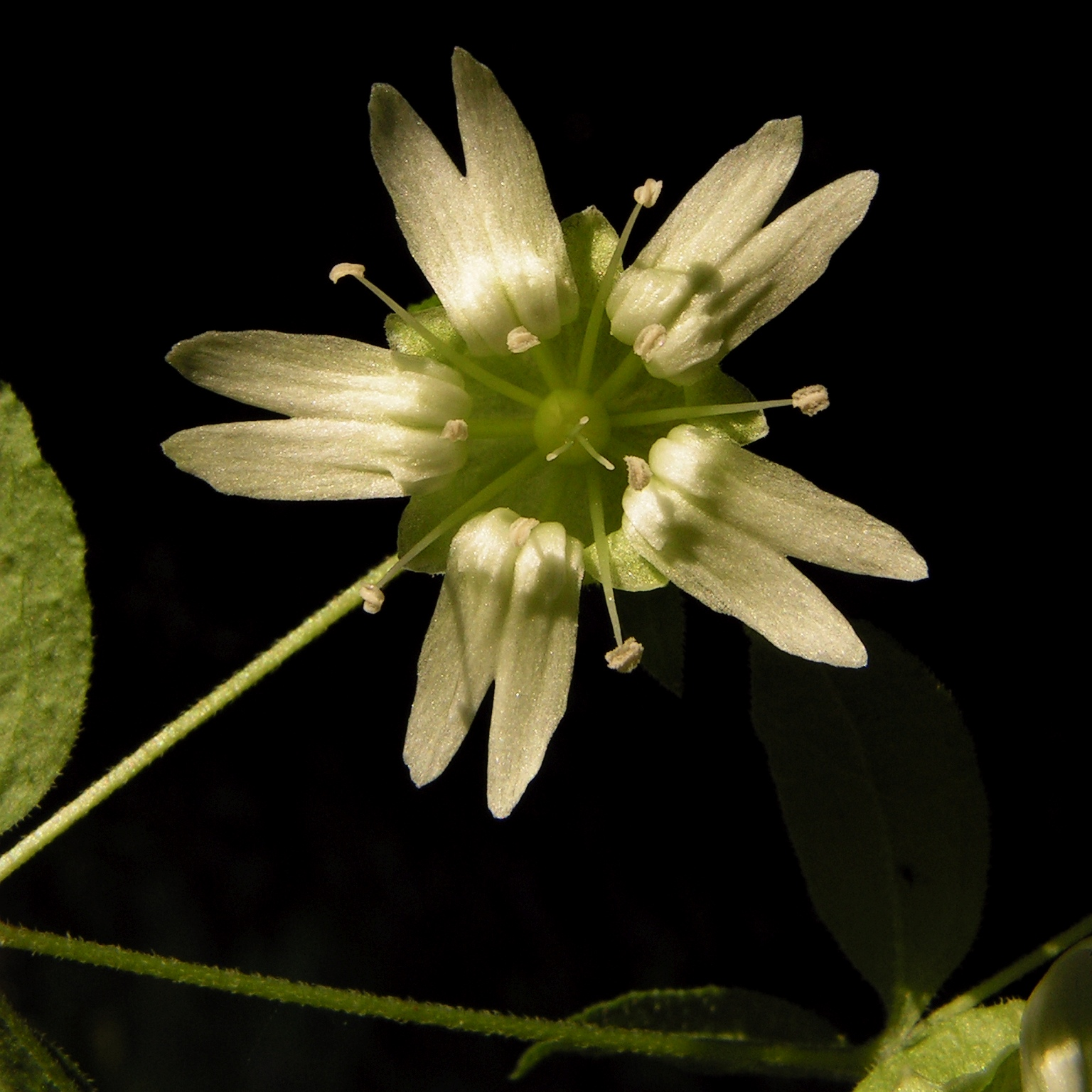
Silene baccifera

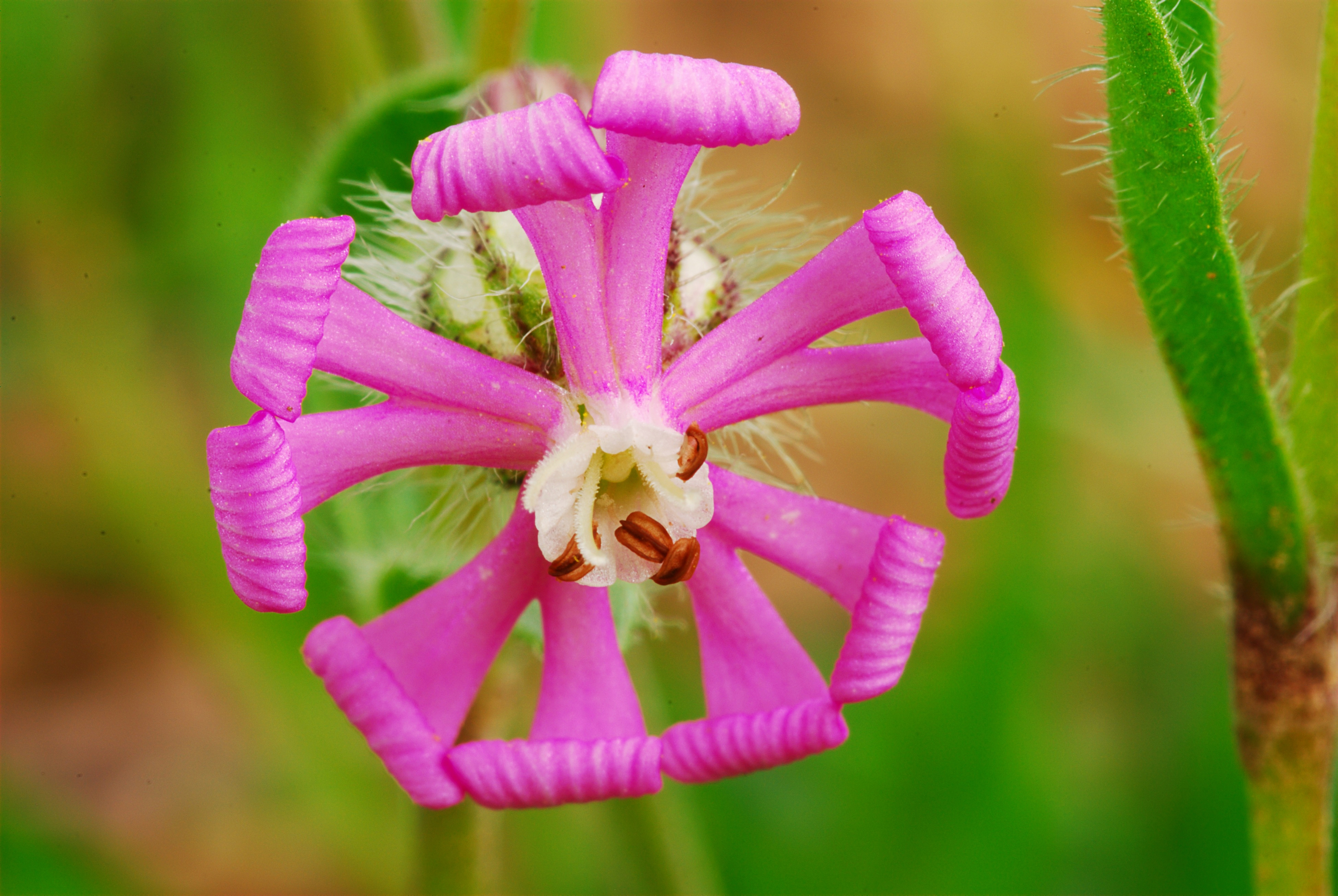
lepnica barwna (Silene colorata)

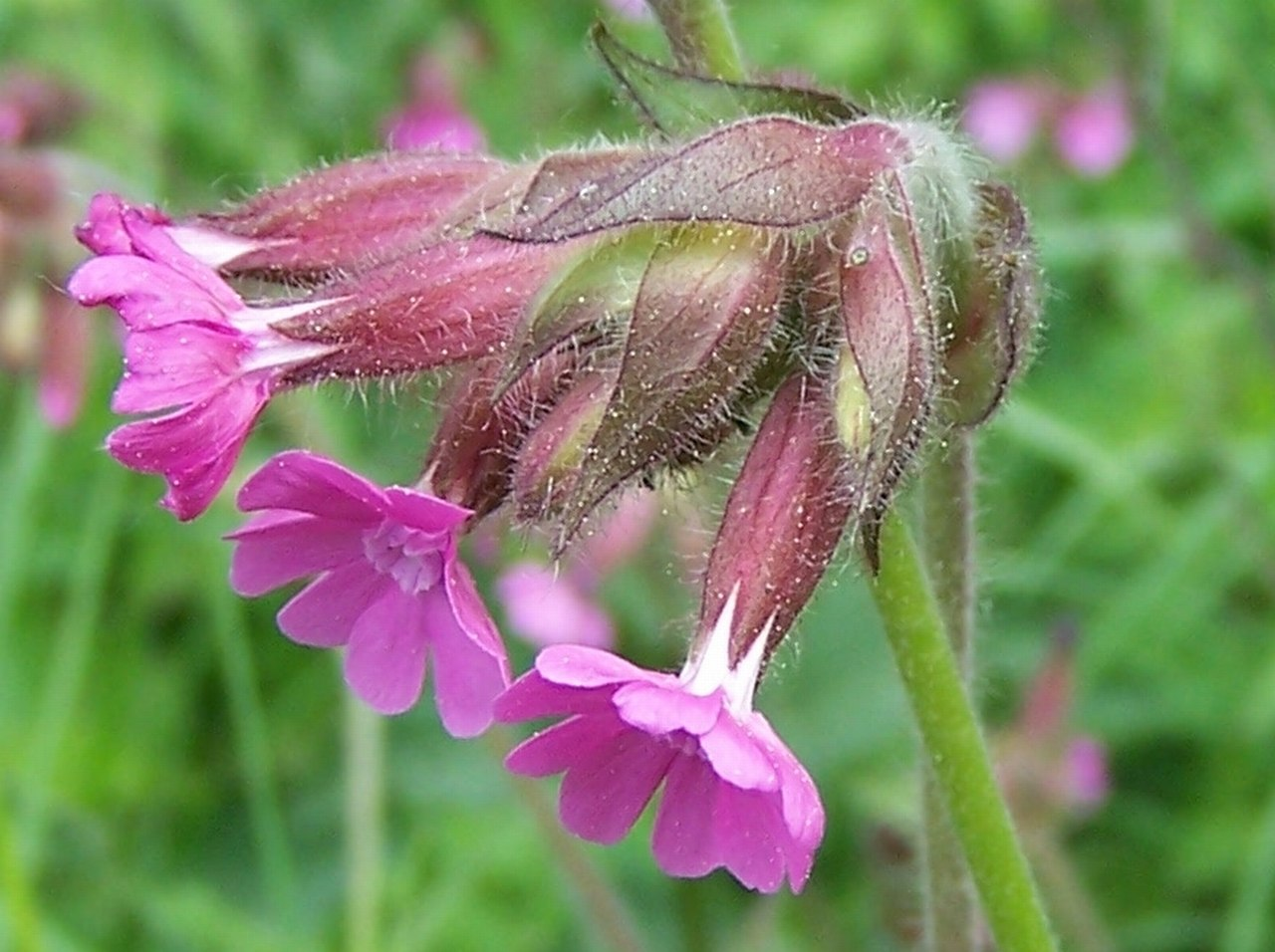
Silene dioica

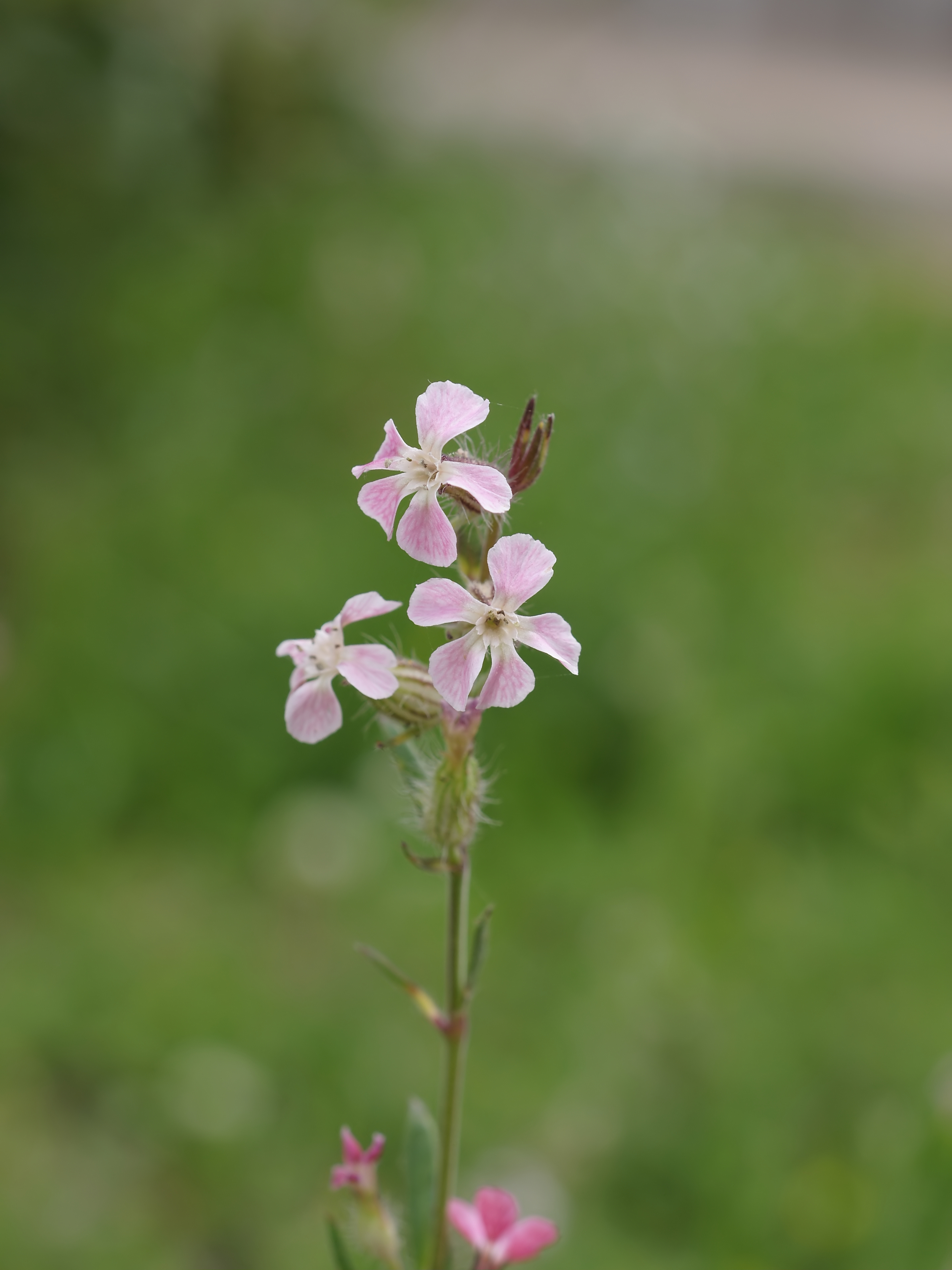
lepnica francuska (Silene gallica)

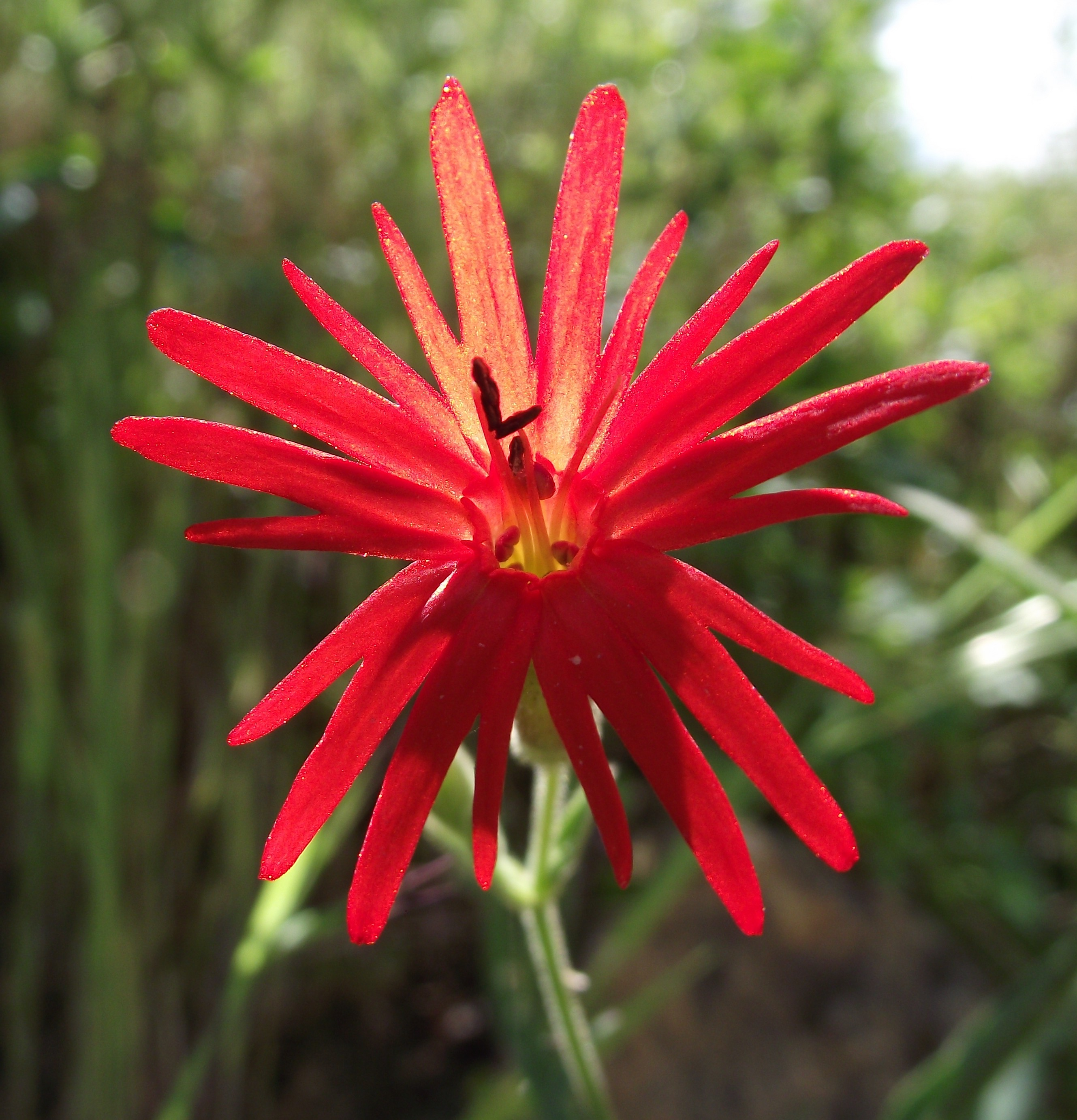
Silene laciniata

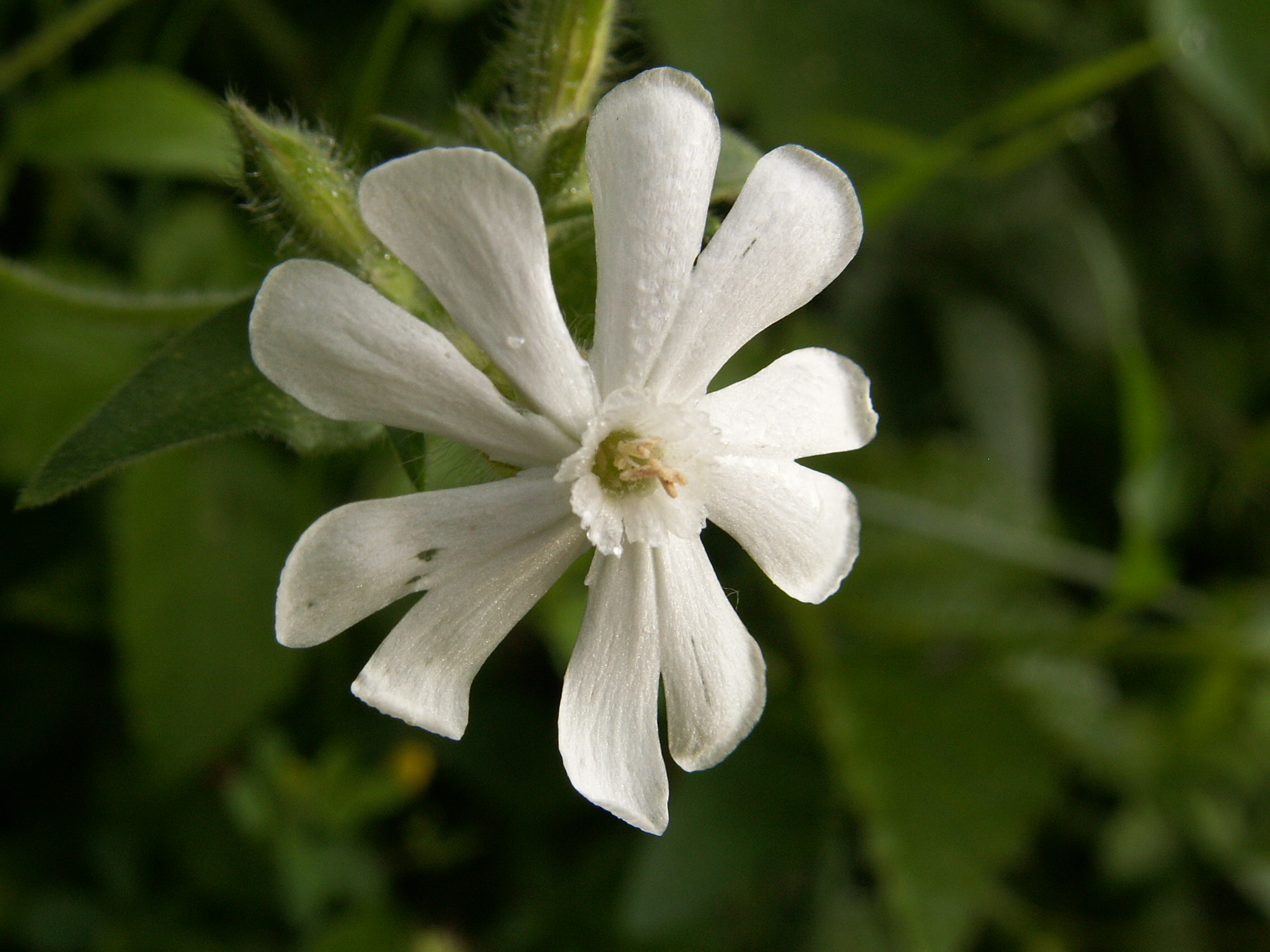
Silene latifolia

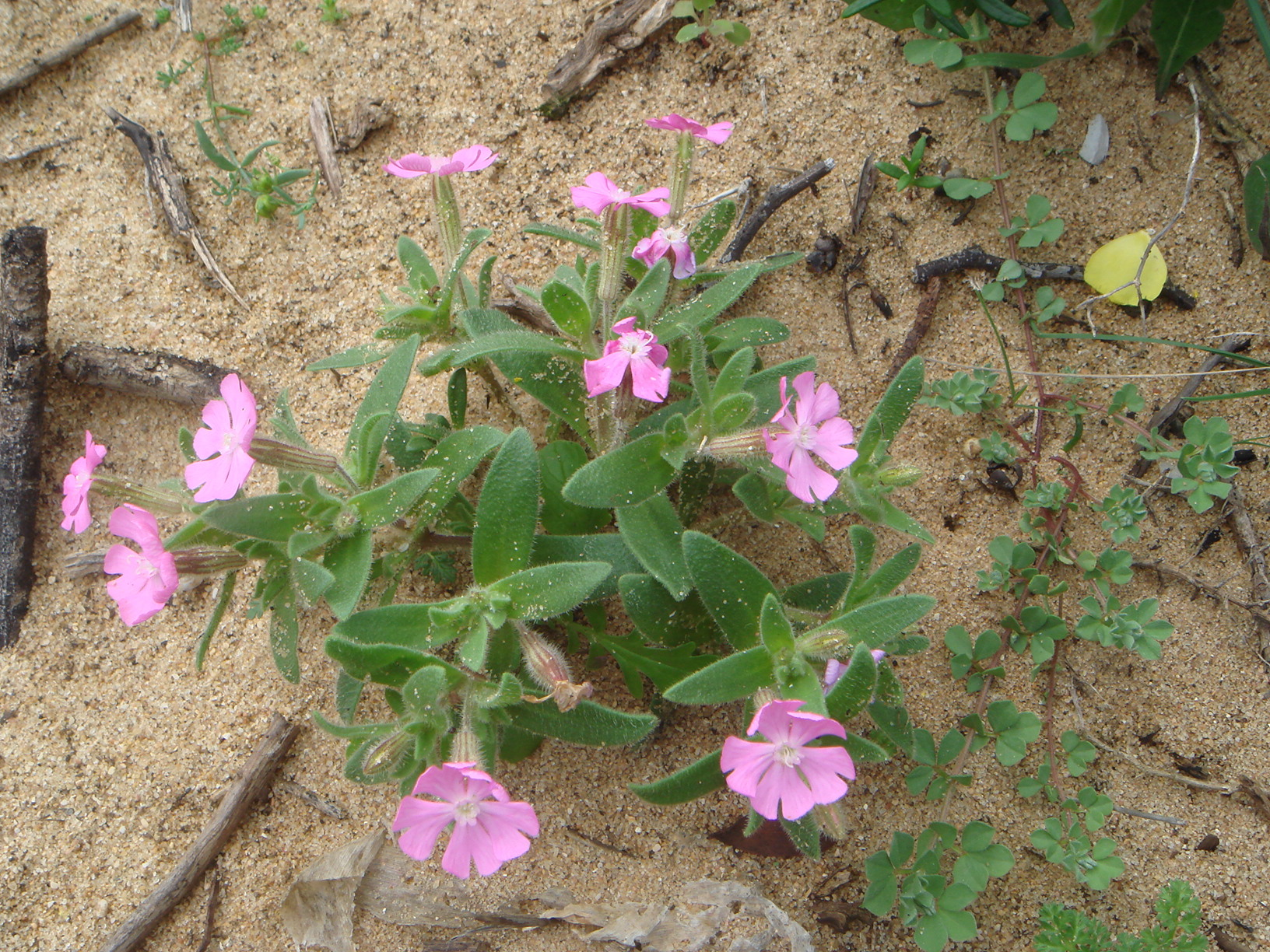
Silene littorea

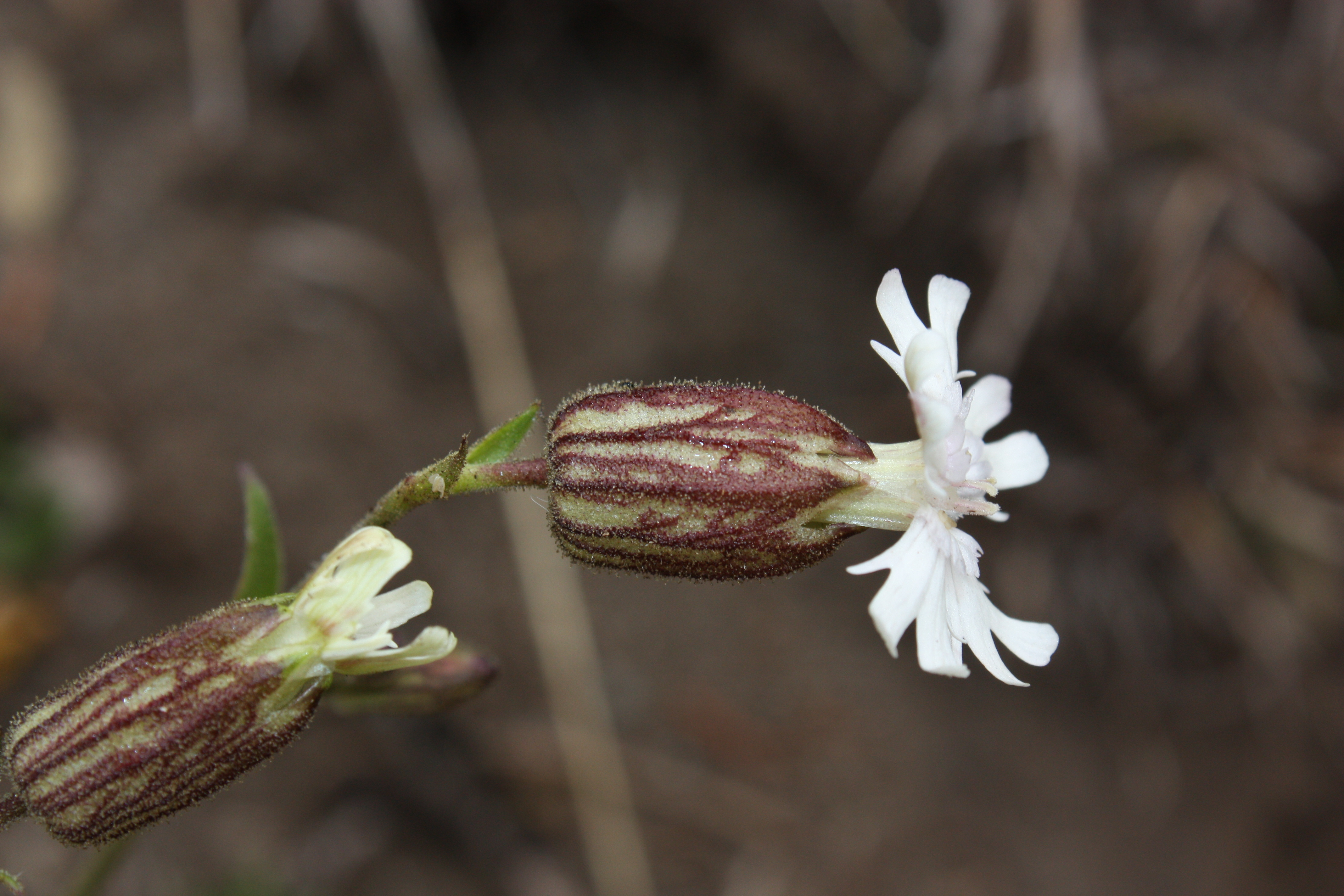
Silene parryi

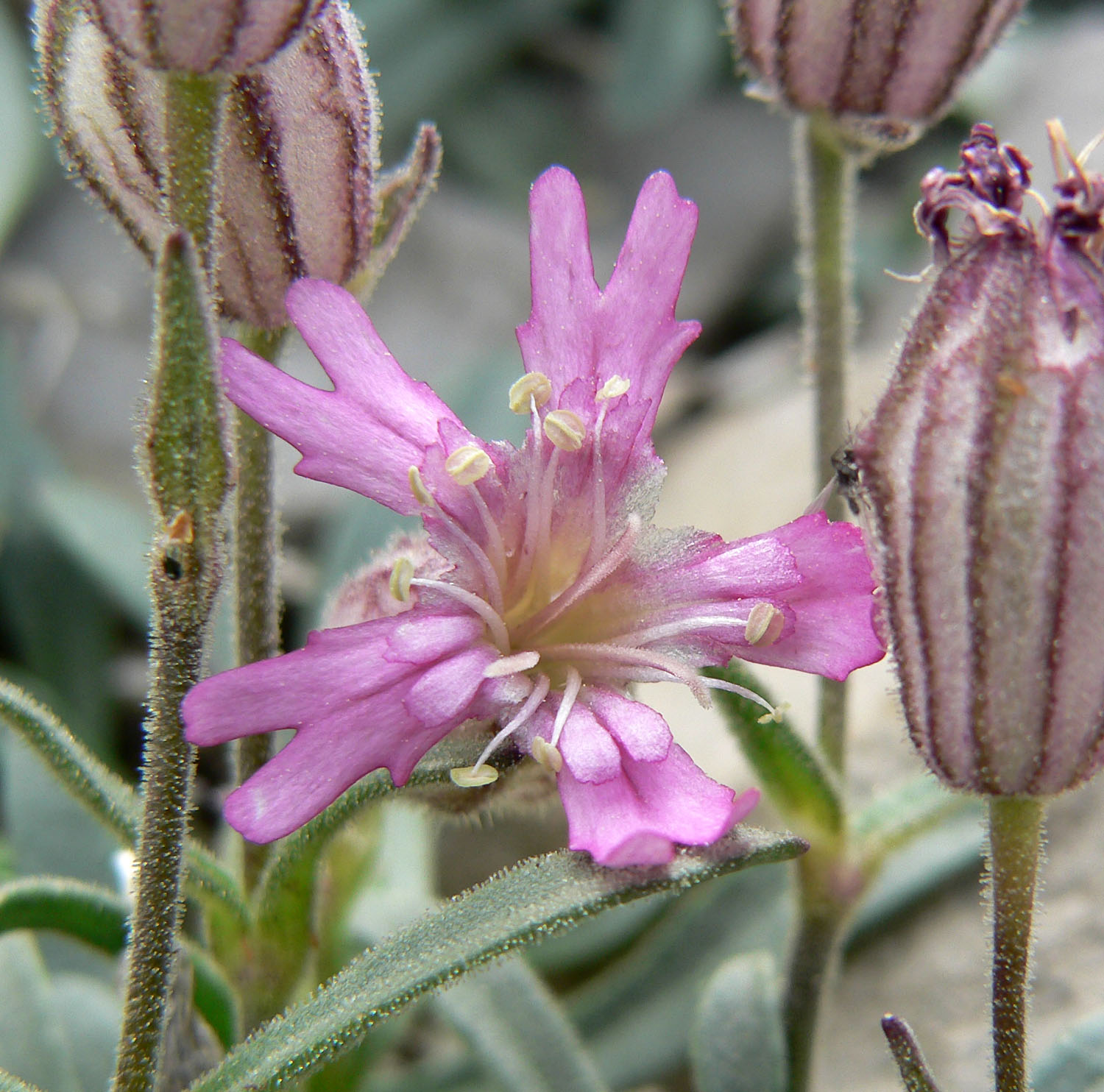
Silene petersonii

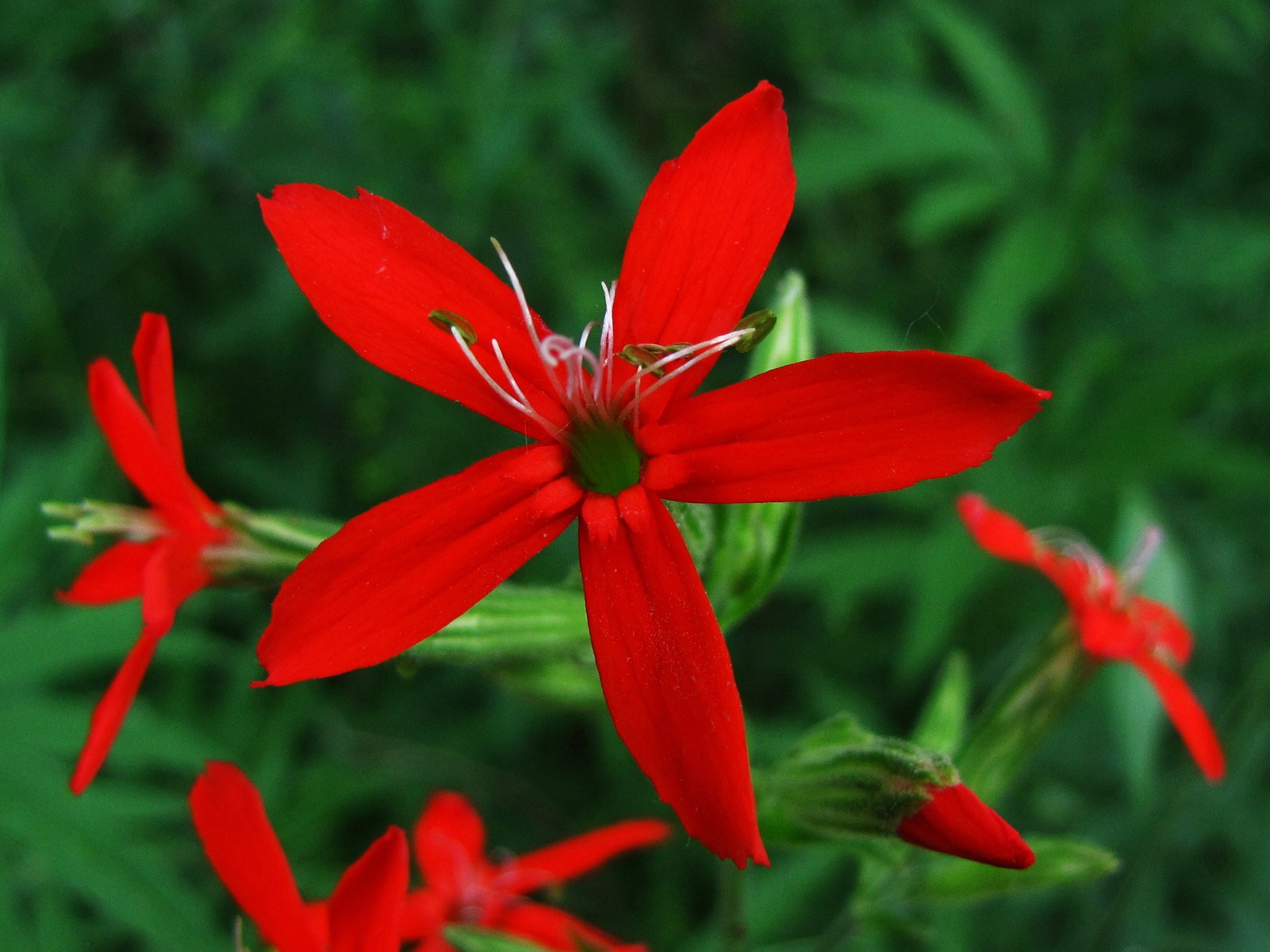
Silene regia

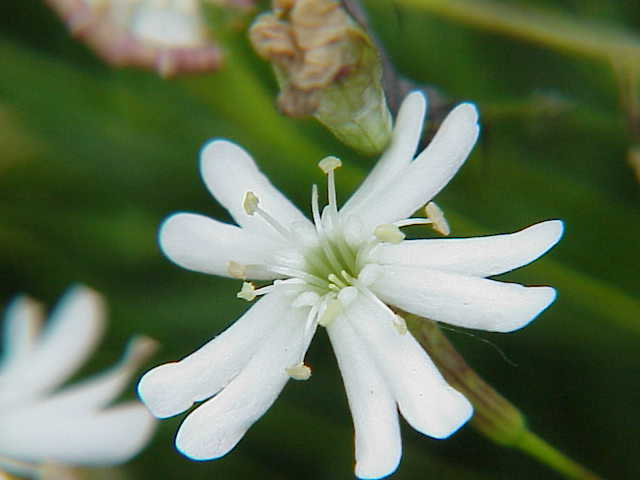
lepnica skalnicowata (Silene saxifraga)

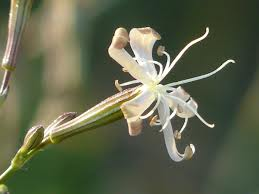
Silene sennenii

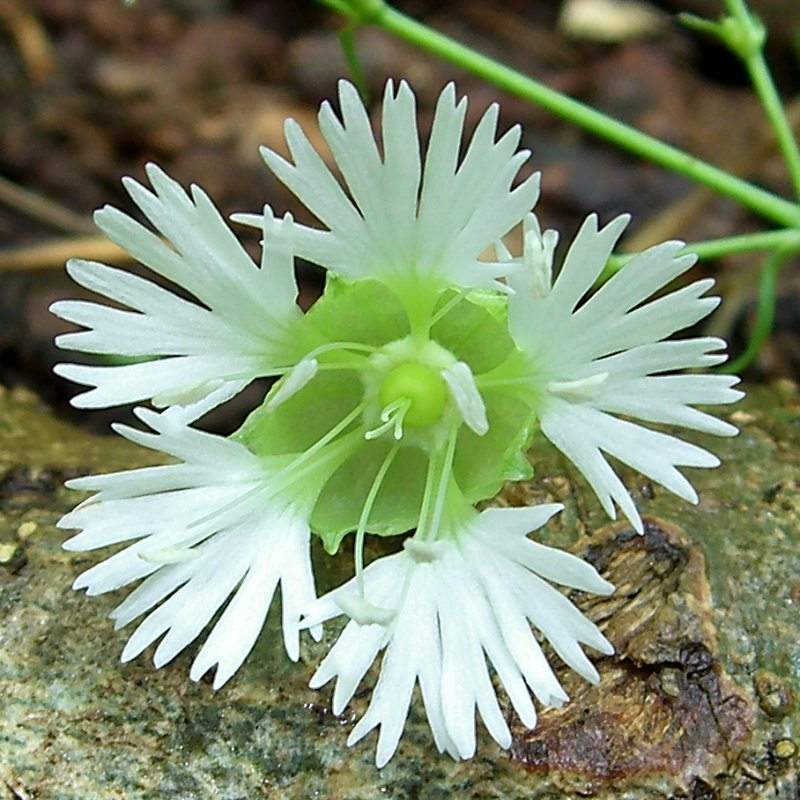
lepnica gwiazdkowata (Silene stellata)

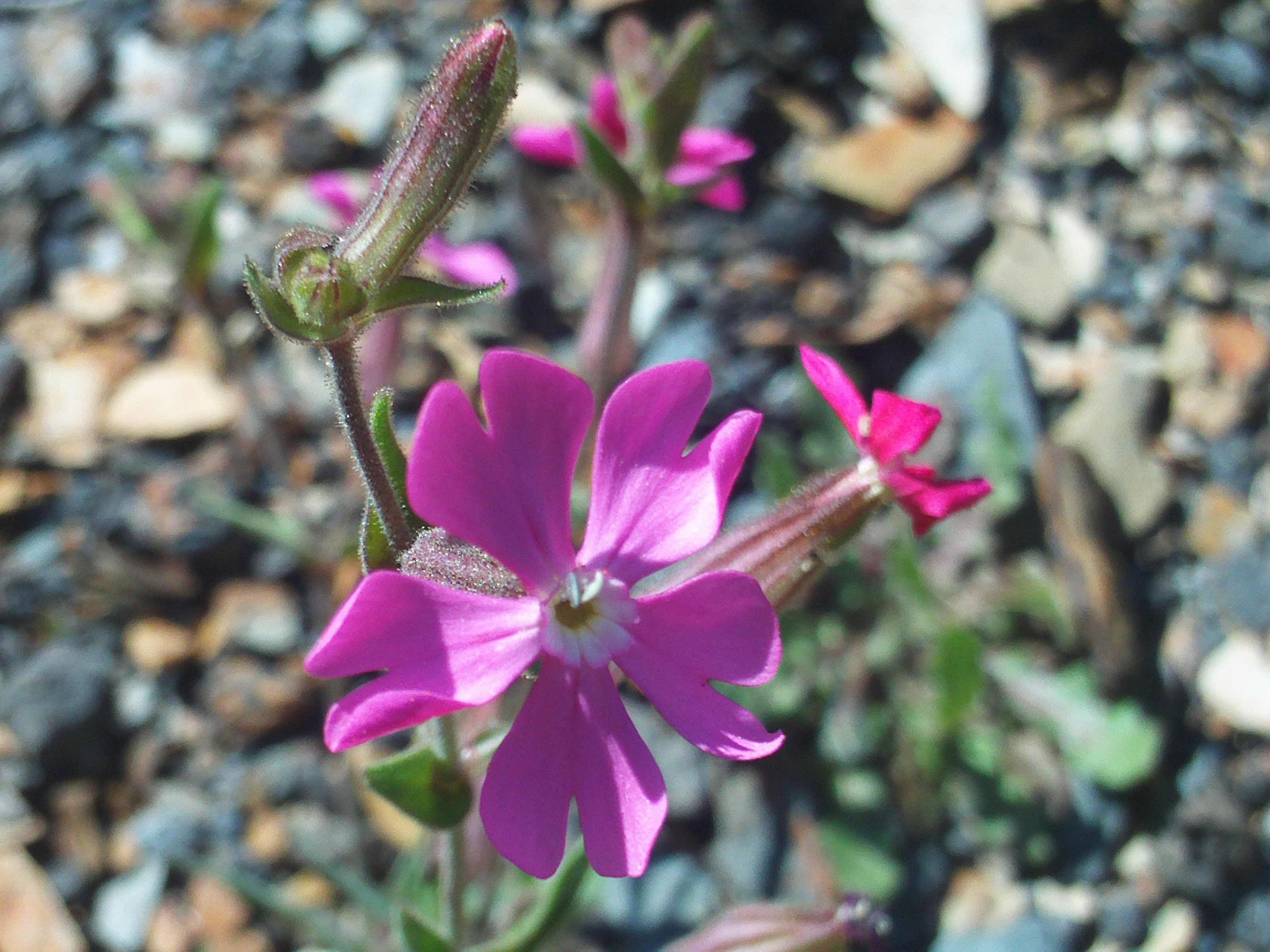
Silene stockenii

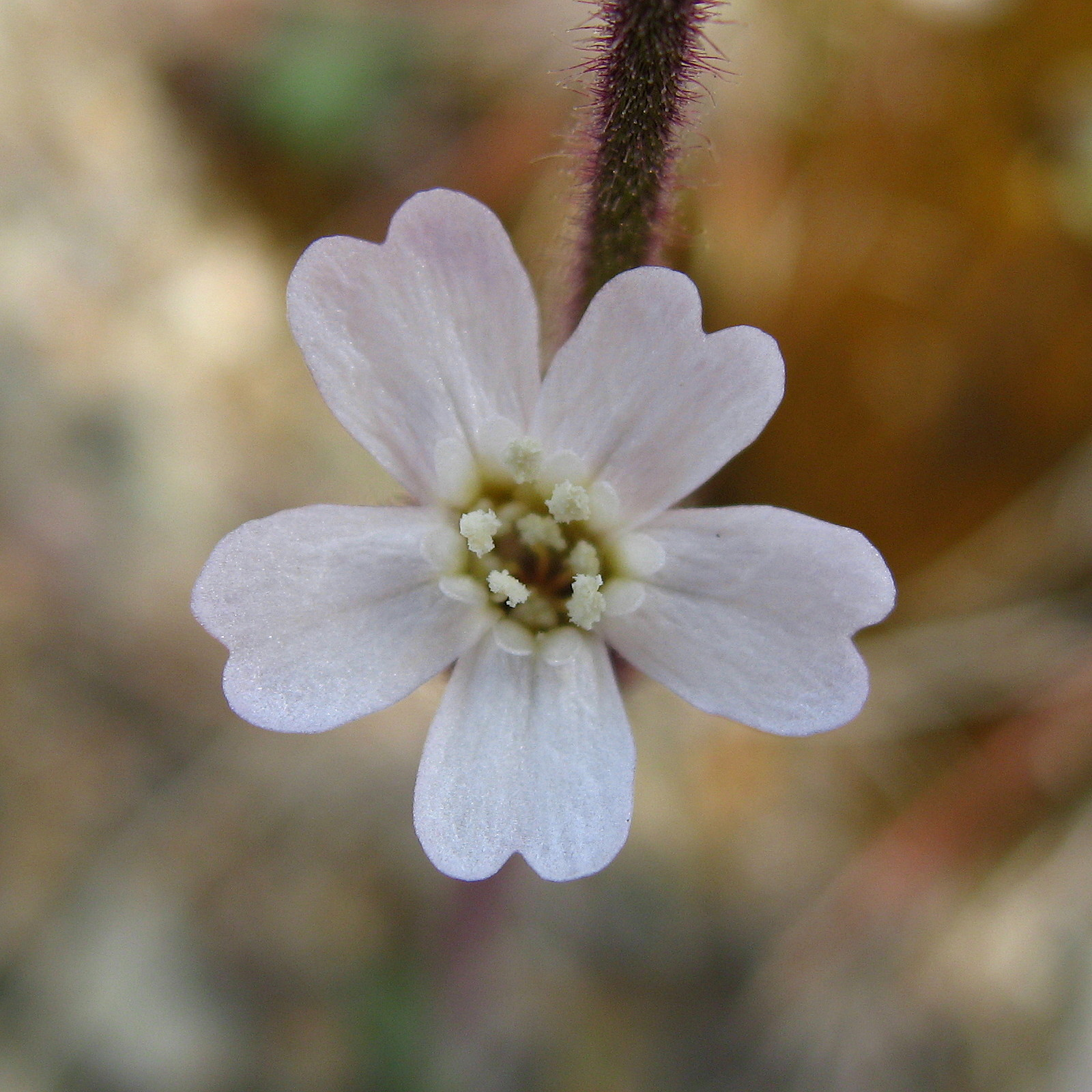
Silene taimyrensis

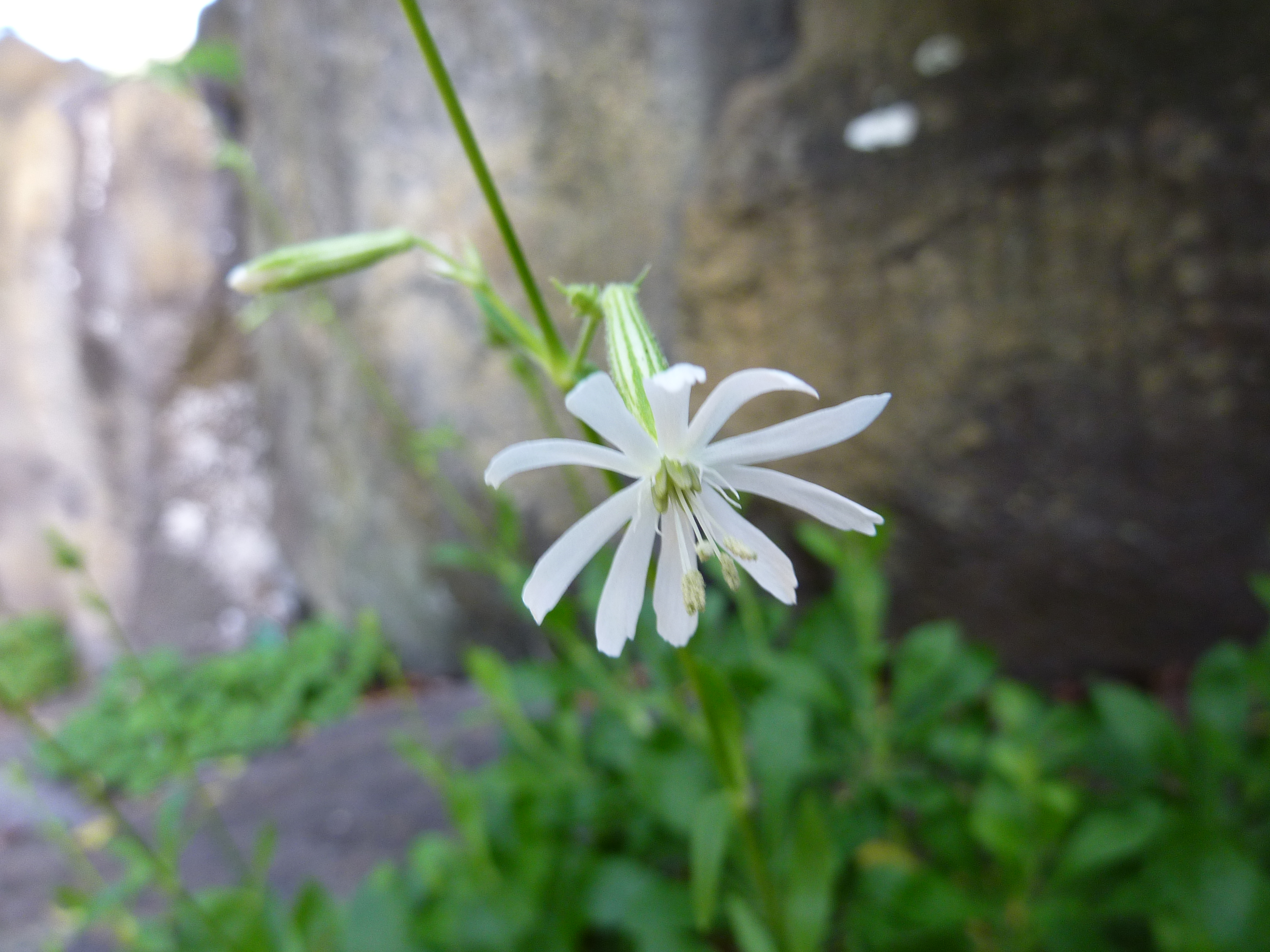
Silene tamaranae

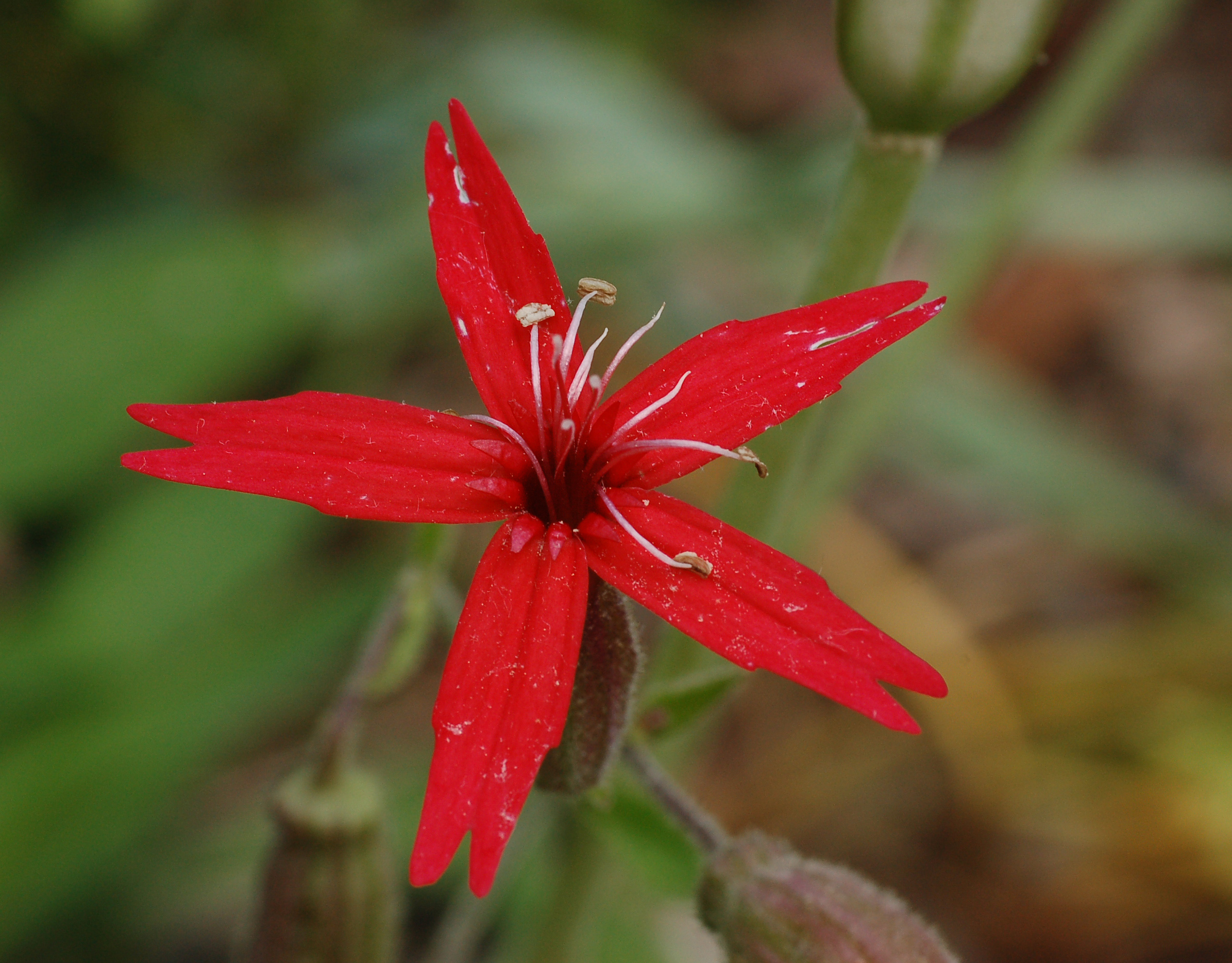
lepnica wirginijska (Silene virginica)

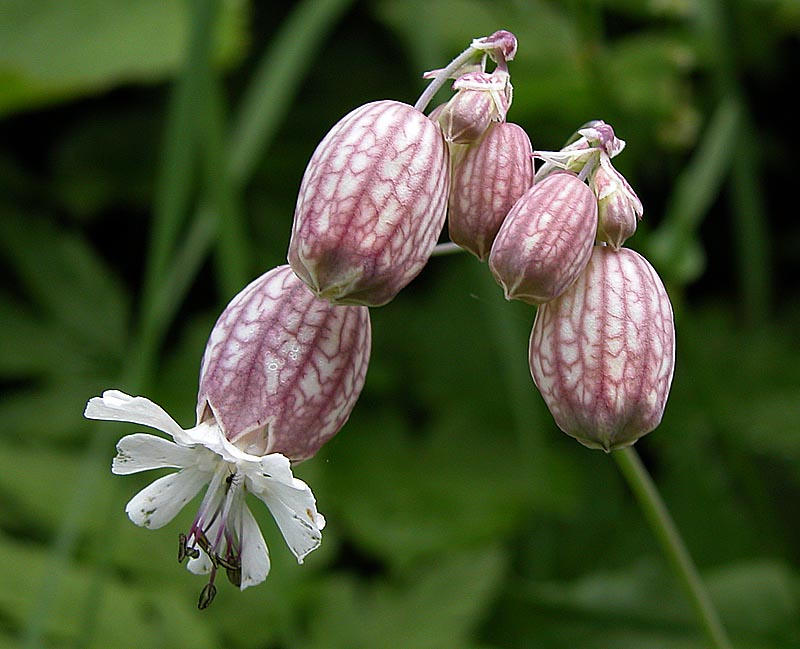
lepnica rozdęta (Silene vulgaris)

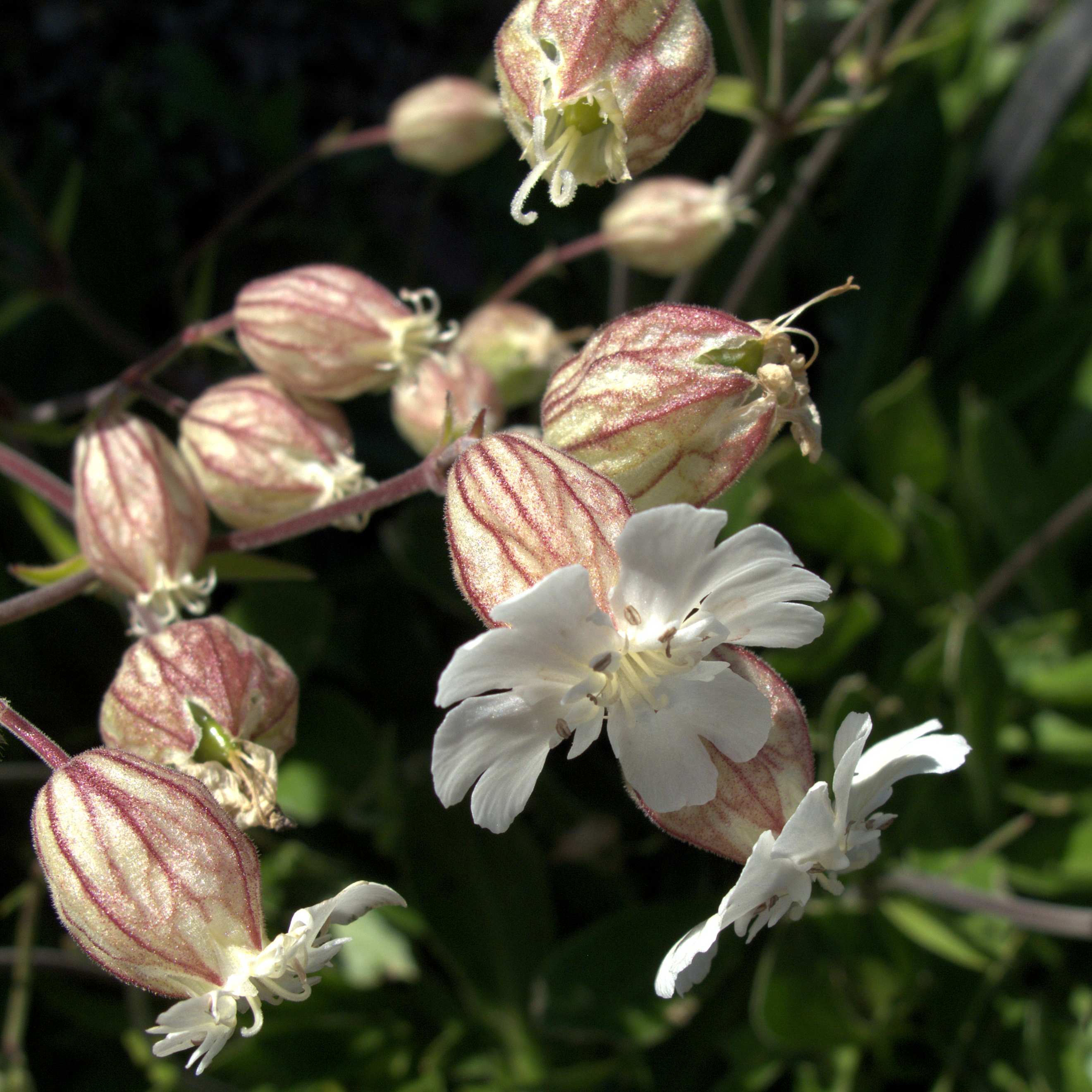
lepnica Zawadzkiego (Silene zawadzkii)

## Systematyka
Wykaz gatunków
- Silene abietum Font Quer & Maire
- Silene acaulis (L.) Jacq. – lepnica bezłodygowa
- Silene adelphiae Runemark
- Silene adenocalyx F.N. Williams
- Silene aegyptiaca (L.) L.f.
- Silene aellenii Sennen
- Silene afghanica Rohrb.
- Silene akinfievii Schmalh.
- Silene akiyamae Rajbh. & Mitsuo Suzuki
- Silene alaschanica (Maxim.) Bocquet
- Silene alexandrae B.Keller
- Silene alexandri Hillebr.
- Silene alexandrina (Asch.) Danin
- Silene almolae J.Gay
- Silene alpestris Jacq. – lepnica alpejska
- Silene altaica Pers.
- Silene ammophila Boiss. & Heldr.
- Silene amoena L.
- Silene andicola Gillies ex Hook. & Arn.
- Silene andryalifolia Pomel
- Silene antarctica Ped.
- Silene antirrhina L.
- Silene aperta Greene
- Silene apetala Willd.
- Silene aprica Turcz.
- Silene arabica Boiss.
- Silene arenosa C. Koch
- Silene argentina (Pax) Bocquet
- Silene argentinensis Hauman
- Silene armeria L. – lepnica baldaszkowa
- Silene artemisetorum Czerep.
- Silene asclepiadea Franch.
- Silene asterias Griseb. – lepnica gwiazdkowa
- Silene astrachanicum (Pacz.) Takht.
- Silene atrocastanea Diels
- Silene atropurpurea (Griseb.) Greuter & Burdet
- Silene atsaensis (C. Marquand) Bocquet
- Silene auriculata Sm.
- Silene axillaris Leavenw.
- Silene aydosensis K.Yıldız & Erik
- Silene baccifera (L.) Roth
- Silene balcanica (Urum.) Hayek
- Silene barbeyana Heldr. ex Boiss.
- Silene baschkirorum Janisch.
- Silene batangensis H. Limpr.
- Silene bayburtensis Hamzaoğlu & Aksoy
- Silene behen L.
- Silene bellidifolia Juss. ex Jacq.
- Silene bellidioides Sond.
- Silene bergiana Lindm.
- Silene bernardina S. Watson
- Silene bersieri Bocquet
- Silene biafrae Hook. f.
- Silene biappendiculata Ehrh. ex Rohrb.
- Silene bilingua W.W. Sm.
- Silene bitlisensis Tugay & Ertuğrul
- Silene borderei Jord.
- Silene boryi Boiss.
- Silene borysthenica (Gruner) Walters – lepnica drobnokwiatowa
- Silene brahuica Boiss.
- Silene bridgesii Rohrb.
- Silene bungei Bocquet
- Silene bupleuroides L. – lepnica przewiercieniowata
- Silene burchellii Otth ex DC.
- Silene caesia Sm.
- Silene caespitella F.N. Williams
- Silene cambessedesii Boiss. & Reut.
- Silene campanula Pers. – lepnica dzwonkowa
- Silene campanulata S. Watson
- Silene capitata Kom.
- Silene cardiopetala Franch.
- Silene caroliniana Walter – lepnica karolińska
- Silene cashmeriana (Royle) Majumdar
- Silene catholica (L.) W.T.Aiton
- Silene cephallenia Heldr.
- Silene chalcedonica (L.) E.H.L.Krause
- Silene chamarensis Turcz.
- Silene chersonensis (Zapal.) Kleopow
- Silene chilensis (Naudin) Bocquet
- Silene chlorantha (Willd.) Ehrh. – lepnica zielonawa
- Silene chlorifolia Sm.
- Silene chodatii Bocquet
- Silene chromodonta Boiss. & Reut.
- Silene chubutensis Bocquet
- Silene chungtienensis W.W. Sm.
- Silene ciliata Pourr. – lepnica orzęsiona
- Silene cirpicii K.Yıldız & Dadandı
- Silene citrina Boiss.
- Silene claviformis Litv.
- Silene coeli-rosa (L.) Godr. – lepnica szkarłatna
- Silene colorata Poir. – lepnica barwna
- Silene colpophylla Wrigley
- Silene compacta Fisch.
- Silene conformifolia Preobr. ex Schischk.
- Silene congesta Sm.
- Silene conglomeratica Melzh.
- Silene conica L. – lepnica smukła
- Silene coniflora Nees ex Otth
- Silene conoidea L. – lepnica stożkowata
- Silene cordifolia All.
- Silene coronaria (Desr.) Clairv. ex Rchb.
- Silene crassifolia L.
- Silene cretacea Fisch. ex Spreng.
- Silene cretica L.
- Silene cryptopetala Hillebr.
- Silene csereii Baumg.
- Silene cuatrecasasii Pau & Font Quer
- Silene cuspidata Pedersen
- Silene cyri Schischk.
- Silene cythnia (Halácsy) Walters
- Silene damboldtiana Greuter & Melzh.
- Silene davidii (Franch.) Oxelman & Lidén
- Silene dawoensis Limpr.
- Silene de-winteri Bouquet
- Silene degeneri Sherff
- Silene delavayi Franch.
- Silene demirizii K.Yıldız & Çirpici
- Silene densiflora d'Urv.
- Silene dichotoma Ehrh. – lepnica dwudzielna
- Silene diclinis (Lag.) M.Laínz
- Silene dinarica Spreng.
- Silene dioica (L.) Clairv.
- Silene dionysii Stoj. & Jordanov
- Silene dirphya Greuter & Burdet
- Silene discolor Sm.
- Silene disticha Willd.
- Silene divaricata Clemente
- Silene diversifolia Otth
- Silene dolichocarpa Czerep.
- Silene donetzica Kleopow
- Silene douglasii Hook.
- Silene drummondii Hook.
- Silene dumanii Kandemir, G.E.Genç & I.Genç
- Silene dumetosa C.L. Tang
- Silene duralii Bağcı
- Silene echegarayi (Hieron.) Bocquet
- Silene echinata Otth – lepnica najeżona
- Silene echinosperma Boiss. & Heldr.
- Silene elisabethae Jan – lepnica południowoalpejska
- Silene erciyesdaghensis Aksoy & Hamzaoğlu
- Silene erubescens Czerep.
- Silene esquamata W.W. Sm.
- Silene eugeniae Kleopow
- Silene exaltata Friv.
- Silene fabaria (L.) Sm.
- Silene fabarioides Hausskn.
- Silene falcata Sm.
- Silene falconeriana Benth.
- Silene fedtschenkoana Preobr.
- Silene ferganica Preobr.
- Silene fernandezii Jeanm.
- Silene filifolia (Dusén) Bocquet
- Silene firma Siebold & Zucc.
- Silene fissipetala Turcz.
- Silene flavescens Waldst. & Kit. – lepnica żółknąca
- Silene flos-cuculi (L.) Greuter & Burdet
- Silene flos-jovis (L.) Greuter & Burdet
- Silene foetida Link ex Spreng.
- Silene foliosa Maxim.
- Silene fortunei Vis.
- Silene frivaldskyana Hampe
- Silene fruticosa L. – lepnica krzewiasta
- Silene fruticulosa M.Bieb.
- Silene fuscata Link ex Brot. – lepnica brunatnawa
- Silene gaditana Talavera & Bocquet
- Silene gallica L. – lepnica francuska
- Silene gallinyi Heuff. ex Rchb.
- Silene gebleriana Schrenk
- Silene genovevae Bocquet
- Silene germana J.Gay
- Silene gigantea L. – lepnica wielka
- Silene glaucifolia Lag.
- Silene gonosperma (Rupr.) Bocquet
- Silene goulimyi Turrill
- Silene gracilenta H. Chuang
- Silene gracilicaulis C.L. Tang
- Silene graeca Boiss. & Spruner
- Silene graminifolia Otth
- Silene grandiflora Franch.
- Silene grayi S. Watson
- Silene grisebachii (Davidov) Pirker & Greuter
- Silene gubanovii Lazkov
- Silene guntensis Schischk.
- Silene haumanii Bocquet
- Silene haussknechtii Heldr. ex Hausskn.
- Silene heldreichii Boiss.
- Silene hellmannii Claus
- Silene herbilegorum (Bocquet) Lidén & Oxelman
- Silene herminii (Welw. ex Rouy) Welw. ex Rouy
- Silene heuffelii Soó
- Silene hicesiae Brullo & Signor.
- Silene hifacensis Rouy ex Willk.
- Silene himalayensis (Rohrb.) Majumdar
- Silene hitchguirei Bocquet
- Silene hoefftiana Fisch. & C.A.Mey
- Silene holzmannii Heldr. ex Boiss.
- Silene hookeri Nutt.
- Silene huguettiae Bocq.
- Silene hupehensis C.L. Tang
- Silene hussonii Boiss.
- Silene ibosii Emb. & Maire
- Silene inaperta L. – lepnica zamknięta
- Silene incisa C.L. Tang
- Silene incurvifolia Kar. & Kir.
- Silene indica (Roxb.) Roxb. ex Otth
- Silene insularis Barbey
- Silene integripetala Bory & Chaub.
- Silene intonsa Greuter & Melzh.
- Silene intramongolica Lazkov
- Silene invisa C.L. Hitchc. & Maguire
- Silene involucrata (Cham. & Schltdl.) Bocquet
- Silene ionica Halácsy
- Silene italica (L.) Pers. – lepnica południowa
- Silene jailensis N.I.Rubtzov
- Silene jeniseensis Willd.
- Silene joerstadii Wendelbo
- Silene karaczukuri B. Fedtsch.
- Silene karekirii Bocquet
- Silene khasiana Rohrb.
- Silene kialensis (F.N. Williams) Lidén & Oxelman
- Silene kingii (S. Watson) Bocquet
- Silene komarovii Schischk.
- Silene koreana Kom.
- Silene kucukodukii Bağcı & Uysal
- Silene kunawarensis Benth.
- Silene kungessana B. Fedtsch.
- Silene kuschakewiczii Regel & Schmalh.
- Silene laciniata Cav.
- Silene laconica Boiss. & Orph.
- Silene laeta (Aiton) Godr.
- Silene lamarum C.Y. Wu
- Silene latifolia Poir.
- Silene laxantha Majumdar
- Silene laxipruinosa Mayol & Rosselló
- Silene legionensis Lag.
- Silene lemmonii S. Watson
- Silene lerchenfeldiana Baumg.
- Silene leucophylla Boiss.
- Silene lhassana (F.N. Williams) C.L. Tang
- Silene lichiangensis W.W. Sm.
- Silene lineariloba C.Y. Wu
- Silene linearis Decne.
- Silene linicola C.C.Gmel. – lepnica lnowa
- Silene linifolia Sm.
- Silene lithophila Kar. & Kir.
- Silene littorea Brot.
- Silene longicalycina Kom.
- Silene longicaulis Pourr. ex Lag.
- Silene longicilia (Brot.) Otth
- Silene longicornuta C.Y. Wu & C.L. Tang
- Silene longipetala Vent.
- Silene longisepala Nasir
- Silene lydia Boiss.
- Silene lynesii C. Norman
- Silene macrantha (Pančić) H.Neumayer
- Silene macrodonta Boiss.
- Silene macrosolen Steud. ex A. Rich.
- Silene macrostyla Maxim.
- Silene maeotica Czerep.
- Silene magellanica Bocquet
- Silene mandonii (Rohrb.) Bocquet
- Silene margaritae Bocquet
- Silene marizii Samp.
- Silene marmorensis Kruckeb.
- Silene marschallii C.A.Mey.
- Silene martyi Emb. & Maire
- Silene media (Litv.) Kleopow
- Silene melanantha Franch.
- Silene melanopotamica Pedersen
- Silene mellifera Boiss. & Reut. – lepnica miodonośna
- Silene menziesii Hook.
- Silene micropetala Lag.
- Silene moldavica Sourkova
- Silene mollissima (L.) Pers.
- Silene monbeigii W.W. Sm.
- Silene mongolica Maxim.
- Silene montserratii (Fern.Casas) Mayol & Rosselló
- Silene moorcroftiana Wall. ex Benth.
- Silene morrisonmontana (Hayata) Ohwi & Ohashi
- Silene muliensis C.Y. Wu
- Silene multicaulis Guss. – lepnica wielołodygowa
- Silene multiflora (Ehrh.) Pers.
- Silene multifurcata C.L. Tang
- Silene muschleri Bocquet
- Silene muscipula L.
- Silene nachlingerae Tiehm
- Silene namlaensis (C. Marquand) Bocquet
- Silene nana Kar. & Kir.
- Silene nangqenensis C.L. Tang
- Silene napuligera Franch.
- Silene nepalensis Majumdar
- Silene nevskii Schischk.
- Silene nicaeensis All.
- Silene niederi Heldr.
- Silene nigrescens (Edgew.) Majumdar
- Silene ningxiaensis C.L. Tang
- Silene nivalis (Kit.) Rohrb.
- Silene nivea (Nutt.) Muhl. ex Otth
- Silene noctiflora L.
- Silene nocturna L. – lepnica nocna
- Silene nodulosa Viv.
- Silene nuda (S. Watson) C.L. Hitchc. & Maguire
- Silene nutans L. – lepnica zwisła
- Silene oblanceolata W.W. Sm.
- Silene obtusifolia Willd.
- Silene occidentalis S. Watson
- Silene odontopetala Fenzl
- Silene odoratissima Bunge
- Silene olgae Rohrb.
- Silene oligantha Boiss. & Heldr.
- Silene oligotricha Hub.-Mor.
- Silene orae-syvaschicae Czerep.
- Silene oregana S. Watson
- Silene oreosinaica Chowdhuri
- Silene orientalimongolica Kozhevn.
- Silene ornata Aiton
- Silene oropediorum Coss.
- Silene orphanidis Boiss.
- Silene otites (L.) Wibel – lepnica wąskopłatkowa
- Silene otodonta Franch.
- Silene ovalifolia (Regel & Schmalh.) Melzh.
- Silene ovata Pursh
- Silene ozyurtii Aksoy & Hamzaoğlu
- Silene paeoniensis Bornm.
- Silene palaestina Boiss.
- Silene paradoxa L.
- Silene pardoi (Pau) Mayol & Rosselló
- Silene parishii S. Watson
- Silene parnassica Boiss. & Spruner
- Silene parryi (S. Watson) C.L. Hitchc. & Maguire
- Silene patagonica (Speg.) Bocquet
- Silene patula Desf.
- Silene pendula L. – lepnica pochylona
- Silene pentelica Boiss.
- Silene persica Boiss.
- Silene petersonii Maguire
- Silene phoenicodonta Franch.
- Silene pilosellifolia Cham. & Schltdl.
- Silene pindicola Hausskn.
- Silene pinetorum Boiss. & Heldr.
- Silene plankii C.L. Hitchc. & Maguire
- Silene platyphylla Franch.
- Silene plurifolia Schischk.
- Silene plutonica Naudin
- Silene pomelii Batt.
- Silene portensis L.
- Silene pre Herbarium Practice, Following Pienaar.
- Silene primuliflora Eckl. & Zeyh.
- Silene principis Oxelman & Lidén
- Silene procumbens Murray
- Silene pruinosa Boiss.
- Silene psammitis Link ex Spreng.
- Silene pseudoatocion Desf.
- Silene pseudofortunei Y.W. Cui & C.L. Tang
- Silene pseudoholopetala Lazkov
- Silene pseudotenuis Schischk.
- Silene pteroneura (Ball) F.N.Williams
- Silene pterosperma Maxim.
- Silene pubicalycina C.Y. Wu
- Silene puranensis (L.H. Zhou) C.Y. Wu & H. Chuang
- Silene pusilla Waldst. & Kit.
- Silene qiyunshanensis X.H. Guo & X.L. Liu
- Silene quadriloba Turcz. ex Kar. & Kir.
- Silene radicosa Boiss. & Heldr.
- Silene ramosissima Desf.
- Silene rectiramea B.L.Rob.
- Silene regia Sims
- Silene reichenbachii Vis. – lepnica Reichenbacha
- Silene repens Patrin
- Silene requienii Otth
- Silene retzdorffiana H.Neumayer
- Silene rhizophora (Muschl.) Bocquet
- Silene roemeri Friv. – lepnica Roemera
- Silene rosiflora Kingdon-Ward
- Silene rosulata Soy.-Will. & Godr.
- Silene rothmaleri P.Silva
- Silene rotundifolia Nutt.
- Silene rubella L. – lepnica czerwonawa
- Silene rubricalyx (C. Marquand) Bocquet
- Silene ruinarum Popov
- Silene rupestris L. – lepnica skalna
- Silene sachalinensis F. Schmidt
- Silene salicifolia C.L. Tang
- Silene samojedorum (Sambuk) Oxelman
- Silene sangaria Coode & Cullen
- Silene sargentii S. Watson
- Silene saxifraga L. – lepnica skalnicowata
- Silene scabriflora Brot. – lepnica szorstkawa
- Silene scaposa B.L. Rob.
- Silene schimperiana Boiss.
- Silene schmuckeri Wettst.
- Silene schwarzenbergeri Halácsy
- Silene schweinfurthii Rohrb.
- Silene sclerocarpa Dufour
- Silene scopulorum Franch.
- Silene scouleri Hook.
- Silene secundiflora Otth
- Silene sedoides Poir.
- Silene seelyi C.V. Morton & J.W. Thomps.
- Silene sendtneri Boiss. – lepnica Sendtnera
- Silene sennenii Pau
- Silene seoulensis Nakai
- Silene sericea All.
- Silene serpentinicola T.W. Nelson & J.P. Nelson
- Silene sibirica (L.) Pers.
- Silene sieberi Fenzl
- Silene sieboldii (Van Houtte) H. Ohashi & H. Nakai
- Silene sisianica Boiss. & Buhse
- Silene skorpilii Velen.
- Silene songarica (Fisch., C.A. Mey. & Avé-Lall.) Bocquet
- Silene spaldingii S.Watson
- Silene spergulifolia (Willd.) M.Bieb. – lepnica rozesłana
- Silene spinescens Sm.
- Silene squamigera Boiss.
- Silene staintonii Ghaz.
- Silene stellata (L.) W.T. Aiton – lepnica gwiazdkowata
- Silene stenophylla Ledeb.
- Silene stewartiana Diels
- Silene stockenii Chater
- Silene stricta L.
- Silene stylosa Bunge
- Silene suaveolens Turcz. ex Kar. & Kir.
- Silene subciliata B.L. Rob.
- Silene subcretacea F.N. Williams
- Silene succulenta Forssk.
- Silene suecica (Lodd.) Greuter & Burdet
- Silene suksdorfii B.L. Rob.
- Silene surculosa Hub.-Mor.
- Silene sveae Lidén & Oxelman
- Silene sylvestris (Schkuhr) Clairv.
- Silene tachtensis Franch.
- Silene taimyrensis (Tolm.) Bocquet
- Silene taliewii Kleopow
- Silene tatarica (L.) Pers. – lepnica tatarska
- Silene tatarinowii Regel
- Silene telavivensis Zohary & Plitmann
- Silene thessalonica Boiss. & Heldr.
- Silene thunbergiana Bartl.
- Silene thurberi S. Watson
- Silene thymifolia Sm. – lepnica macierzankolistna
- Silene thysanodes Fenzl
- Silene tibetica Lidén & Oxelman
- Silene tomentosa Otth
- Silene tommasinii Vis.
- Silene trachyphylla Franch.
- Silene tridentata Desf.
- Silene tubiformis C.L. Tang
- Silene tubulosa Oxelman & Lidén
- Silene turbinata Guss.
- Silene turgida M.Bieb. ex Bunge
- Silene turkestanica Regel
- Silene tyrrhenia Jeanm. & Bocquet
- Silene undulata Aiton
- Silene ungeri Fenzl
- Silene uniflora Roth
- Silene uralensis (Rupr.) Bocquet
- Silene urvillei Schott ex d'Urv.
- Silene vallesia L.
- Silene variegata (Desf.) Boiss. & Heldr.
- Silene velebitica (Degen) Wrigley
- Silene velutina Pourr. ex Loisel.
- Silene velutinoides Pomel
- Silene ventricosa Adamović
- Silene verecunda S. Watson
- Silene veselskyi (Janka) H.Neumayer
- Silene villosa Forssk.
- Silene virginica L. – lepnica wirginijska
- Silene viridiflora L. – lepnica zielonkawa
- Silene viscaria (L.) Jess.
- Silene viscariopsis Bornm.
- Silene viscidula Franch.
- Silene viscosa (L.) Pers. – lepnica lepka
- Silene vivianii Steud.
- Silene vlokii D. Masson
- Silene vulgaris (Moench) Garcke – lepnica rozdęta
- Silene waldsteinii Griseb.
- Silene wardii (C. Marquand) Bocquet
- Silene weberbaueri (Muschl.) Bocquet
- Silene williamsii Britton
- Silene wolgensis (Hornem.) Otth
- Silene wrightii A. Gray
- Silene yetii Bocquet
- Silene yunnanensis Franch.
- Silene zawadzkii Herbich – lepnica Zawadzkiego
- Silene zhongbaensis (L.H. Zhou) C.Y. Wu & C.L. Tang
- Silene zhoui C.Y. Wu

Mieszańce międzygatunkowe
- Silene × pseudotites Besser ex Rchb.